# Renonciation en droit civil français
 (septembre 2014).
Si vous disposez d'ouvrages ou d'articles de référence ou si vous connaissez des sites web de qualité traitant du thème abordé ici, merci de compléter l'article en donnant les références utiles à sa vérifiabilité et en les liant à la section « Notes et références ».
En droit civil français, la renonciation est le mécanisme par lequel le créancier abandonne sa créance, et  libère le débiteur qui ne lui est plus redevable.
La renonciation peut être volontaire ou résulter d'un procédure collective. En effet, depuis LOI n° 2005-845 du 26 juillet 2005  de sauvegarde des entreprises, la conception des procédures collectives a changé, on ne cherche plus par tout moyen à satisfaire les créanciers, mais au contraire à sauver l'entreprise et les emplois. Le juge peut donc demander aux créanciers de faire des efforts, cela se manifestera ainsi par la renonciation à la créance ou une remise de dette.

## Droit des successions
On retrouve aussi une renonciation. Ici, c'est l'héritier qui refuse la succession (en général c'est parce qu'il y a trop  de passif par  rapport à l'actif).
La renonciation du bailleur à se prévaloir d’un manquement du preneur à ses obligations contractuelles ne se présume pas et ne peut être déduite que d’actes manifestant sans équivoque sa volonté d’abdiquer son droit.

## Droit des obligations
Selon Ph. Malaurie, la renonciation à un droit d’ordre public est valable lorsqu' elle est éclairée, faite  en pleine connaissance de cause et de manière non équivoque, consentie sans fraude, et porte sur un droit acquis. 

## Droit des baux commerciaux
Dans le cadre d'un bail commercial, la renonciation du bailleur au bénéfice du congé ne peut résulter que d’une volonté expresse et non équivoque. De même, la clause de renonciation imposée par la fraude est exclusive de la qualification de location saisonnière.